# 鰍形南乳魚
鰍形南乳魚，為輻鰭魚綱胡瓜魚目南乳魚科南乳鱼属的其中一種。僅分布於紐西蘭淡水溪流，為特有種，棲息在底中層水域，屬肉食性，生活習性不明。

## 擴展閱讀
維基物種上的相關：鰍形南乳魚